# Tegula montereyi
Tegula montereyi is een slakkensoort uit de familie van de Tegulidae. De wetenschappelijke naam van de soort is voor het eerst geldig gepubliceerd in 1850 door Kiener.